# ساچا هیرکا
ساچا هیرکا (به اسپانیایی: Sach'a Hirka) یک کوه در پرو است که در Peru, Ancash Region واقع شده‌است. ساچا هیرکا ۴٬۶۰۰ متر بالاتر از سطح دریا واقع شده‌است.